# Universitetet i Groningen

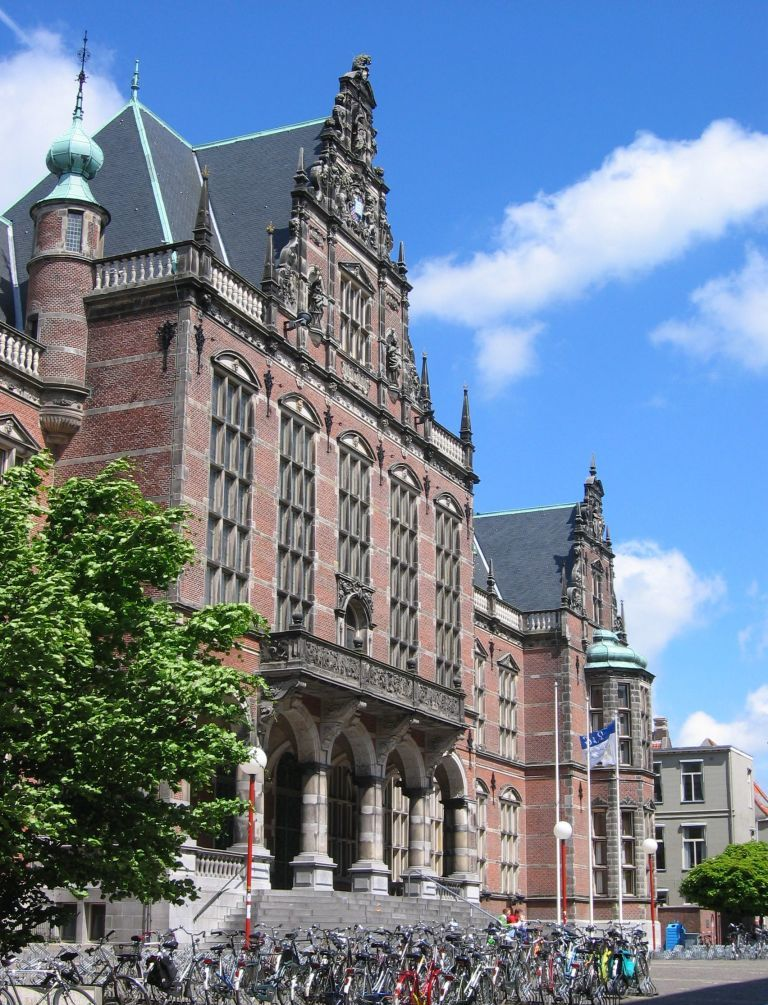
Universitetets huvudbyggnad

Universitetet i Groningen (nederländska: Rijksuniversiteit Groningen - RUG), som är ett av Nederländernas äldsta universitet, grundades den 23 augusti 1614 av Ubbo Emmius. Fram till 1876 var undervisningsspråket latin. Vid universitetets 10 fakulteter är cirka 20 000 studenter inskrivna vilket gör det till Nederländernas tredje största universitet efter Amsterdams och Utrecht. Sedan universitetet grundades har över 100 000 studenter tagit sin examen där. Universitetet är med i Coimbragruppen.